# Stadhuis van Haarlem

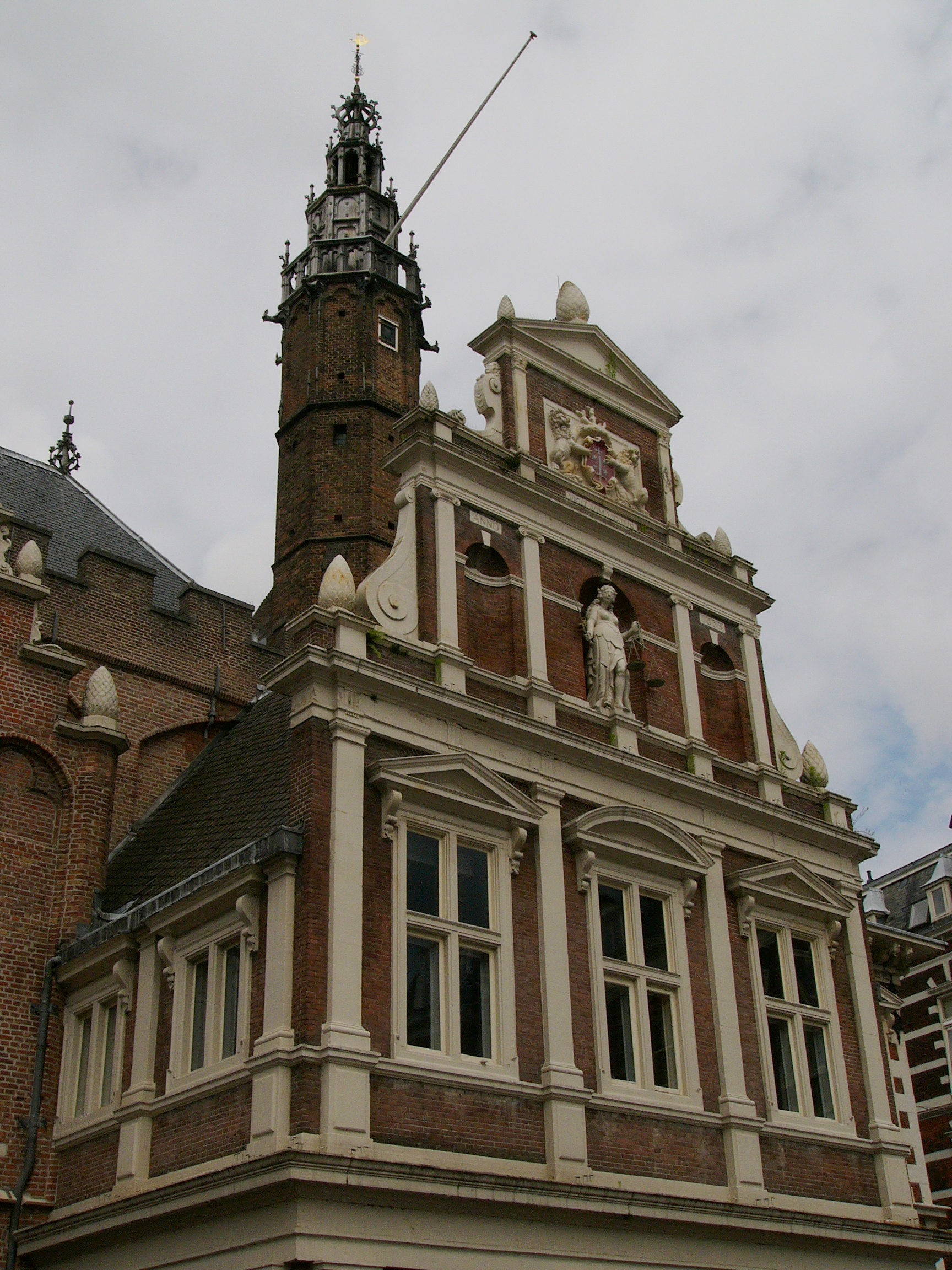
Detail voorgevel stadhuis

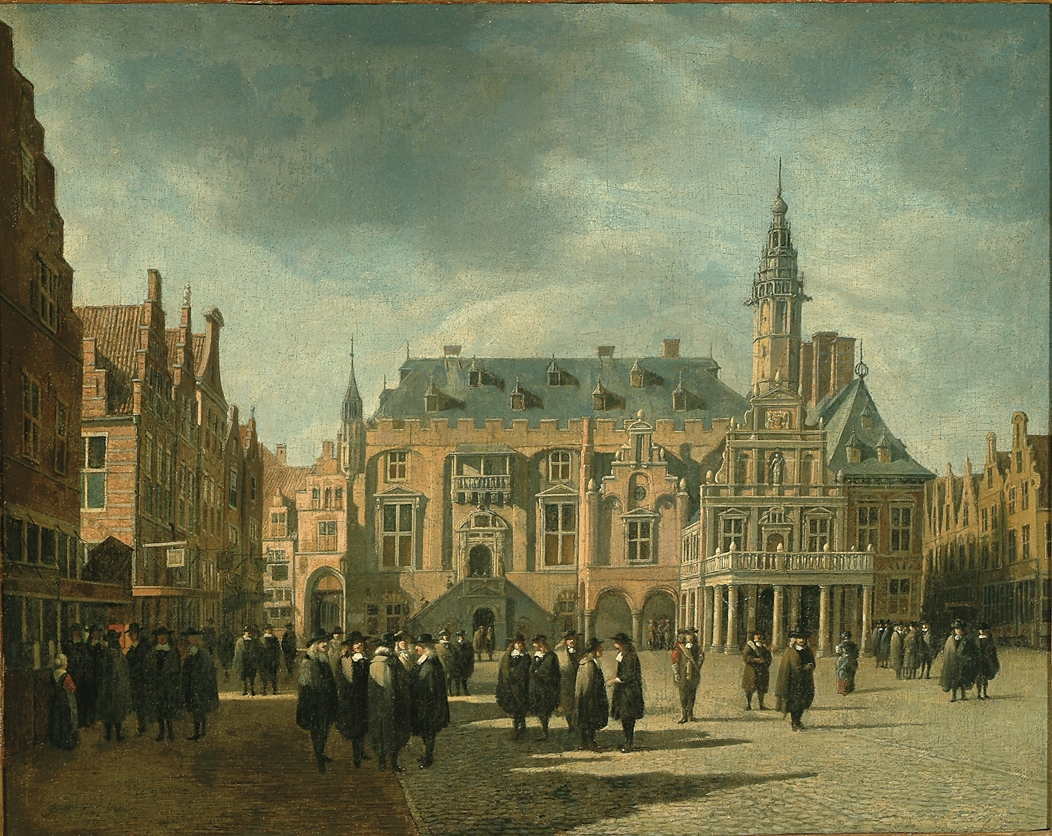
stadhuis in 1671 door Gerrit Adriaensz Berckheyde

Het stadhuis van Haarlem bevindt zich op de Grote Markt. Op dezelfde locatie stond eerder een jachtslot van de graven van Holland en het door Floris V in 1296 gestichte Dominicanenklooster. 
Het jachtslot, dat dienstdeed als militair en bestuurlijk centrum, werd in de 14de eeuw door brand verwoest. Het stadhuis, een rechthoekig gebouw bestaande uit het Zaalgebouw en de Gravenzaal, met kantelen en een toren, werd in 1370 op dezelfde plaats opgericht. In de eeuwen daarop werden diverse verbouwingen uitgevoerd. De stadhuistoren werd tussen 1465 en 1468 opgetrokken, maar in 1772 afgebroken en pas in 1913 herbouwd.
Na de opheffing in 1578 van het Dominicanen- of Jacobijnenklooster werden de kloostergebouwen en het pandhof in het stadhuiscomplex geïntegreerd. De tweebeukige kloosterkerk werd in 1579 gesloopt. Tussen 1622-1630 werd een nieuwe vleugel in de Hollandse renaissancestijl gebouwd naar ontwerp van Lieven de Key. De stadhuisgevel werd in de periode van 1630-1633 in classicistische stijl vernieuwd. In 1764 werd een nieuwe vleugel, de Weeskamer genoemd, aan de Koningstraat opgericht. Een grote uitbreiding vond in de jaren 1885-1891 aan de kant van de Koningstraat en Jacobijnenstraat plaats. 
In de hal van het stadhuis hangt een gedenkbord, geschilderd door Han Bijvoet, ter herinnering aan de tien mensen die na de aanslag op Alois Bamberger in 1943 werden gefusilleerd.
De Gravenzaal is toegankelijk tijdens open monumentendagen en voor huwelijken. Er hangen 19 panelen met in totaal 32 graven en gravinnen van Holland, deze zijn omstreeks 1493 geschilderd voor het Karmelietenklooster aan de Grote Houtstraat.